# Michail Vekoviščev
Michail Dmitrievič Vekoviščev (in russo Михаил Дмитриевич Вековищев?; Obninsk, 5 agosto 1998) è un nuotatore russo specializzato nello stile libero e nella farfalla.

## Biografia
A causa della squalifica per doping di Stato ha gareggiato per ROC all'Olimpiade di Tokyo 2020, vincendo la medaglia d'argento nella staffetta 4x200 metri stile libero.

## Palmarès

### Per ROC
- Giochi olimpici

Tokyo 2020: argento nella 4x200m sl.

### Per la Russia
- Mondiali

Budapest 2017: argento nella 4x200m sl.
Gwangju 2019: argento nella 4x200m sl e bronzo nella 4x100m misti.
- Mondiali in vasca corta

Windsor 2016: oro nella 4x100m sl e nella 4x200m sl.
Hangzhou 2018: oro nella 4x50m misti, argento nella 4x100m sl, nella 4x200m sl e nella 4x100m misti.
Abu Dhabi 2021: argento nella 4x200m sl.
- Europei

Glasgow 2018: argento nella 4x200m sl e nella 4x200m sl mista.
Budapest 2020: oro nella 4x100m sl e nella 4x200m sl, argento nella 4x100m misti.
- Europei in vasca corta

Copenaghen 2017: oro nella 4x50m sl e argento nella 4x50m sl mista.
Glasgow 2019: oro nella 4x50m sl, nella 4x50m misti e nella 4x50m sl mista, argento nei 200m sl e nei 100m farfalla.
- Universiade

Taipei 2017: argento nella 4x100m misti, bronzo nei 200m sl, nella 4x100m sl e nella 4x200m sl.
- Europei giovanili

Hódmezővásárhely 2016: oro nella 4x100m sl e nella 4x100m sl mista, argento nella 4x200m sl e nella 4x100m misti.

## International Swimming League
| Stagione 2020 | Stagione 2021 |
| ------------- | ------------- |
| London Roar   | Iron          |